# Webalta
Webalta (Вебальта) — российская поисковая система.
Продвигается при помощи технологий, позволяющих без ведома и согласия пользователей устанавливать сайт start.webalta.ru в качестве стартовой страницы в браузере на их компьютерах, а также в качестве поисковой системы по умолчанию. Также к командам запуска браузеров в свойствах соответствующих ярлыков добавляется дополнительный параметр открытия сайта Webalta. Компанию подозревают в связях с киберпреступностью.

## История
- Компания основана 25 августа 2005 года.
- В мае 2006 года — официальный партнёр конференции «Интернет и реклама»[6].
- По состоянию на декабрь 2006 года было проиндексировано 737 422 974 документа объёмом 19 387 Гб.
- С сентября 2006 года работает система контекстной рекламы «Оптимист».
- В сентябре 2006 года стал доступен открытый каталог интернет-ресурсов open.webalta.ru, который в декабре стал составляющей поиска бизнес-информации.
- В январе 2007 года Webalta приступила к работе над созданием одного из крупнейших дата-центров в России рядом с бизнес-центром «Нагатинский»[7]. Этот дата-центр «Wahome» в настоящее время оперируется компанией ОАО «Вебальта»[8] и, предположительно, предоставляет своим клиентам так называемый абузоустойчивый хостинг[англ.][4].
- В апреле 2008 года Webalta в связи с техническими проблемами была вынуждена приостановить работу своей поисковой системы в течение нескольких недель[9].
- В сентябре 2008 года контент-провайдер «Артфон» заявил о покупке Webalta[1].
- В 2010 году обнаружились факты установки сайта start.webalta.ru в качестве стартовой страницы в браузере на компьютерах пользователей без их желания[2].
- В октябре 2020 года сайт webalta.ru перестал функционировать, точные причины неизвестны.